# Sara McManus
Sara Lucia McManus (Gotemburgo, 13 de diciembre de 1991) es una deportista sueca que compite en curling.
Participó en dos Juegos Olímpicos de Invierno, obteniendo dos medallas, oro en Pyeongchang 2018 y bronce en Pekín 2022.
Ganó dos medallas en el Campeonato Mundial de Curling, en los años 2018 y 2019, y seis medallas en el Campeonato Europeo de Curling entre los años 2016 y 2024.

## Palmarés internacional
| Juegos Olímpicos   | Juegos Olímpicos            | Juegos Olímpicos  | Juegos Olímpicos |
| Año                | Lugar                       | Medalla           | Prueba           |
| ------------------ | --------------------------- | ----------------- | ---------------- |
| 2018               | Pyeongchang (Corea del Sur) | Medalla de oro    | Equipo           |
| 2022               | Pekín (China)               | Medalla de bronce | Equipo           |
| Campeonato Mundial |                             |                   |                  |
| Año                | Lugar                       | Medalla           | Prueba           |
| 2018               | North Bay (Canadá)          | Medalla de plata  | Equipo           |
| 2019               | Silkeborg (Dinamarca)       | Medalla de plata  | Equipo           |
| Campeonato Europeo |                             |                   |                  |
| Año                | Lugar                       | Medalla           | Prueba           |
| 2016               | Renfrew (Reino Unido)       | Medalla de plata  | Equipo           |
| 2017               | San Galo (Suiza)            | Medalla de plata  | Equipo           |
| 2018               | Tallin (Estonia)            | Medalla de oro    | Equipo           |
| 2019               | Helsingborg (Suecia)        | Medalla de oro    | Equipo           |
| 2021               | Lillehammer (Noruega)       | Medalla de plata  | Equipo           |
| 2024               | Lohja (Finlandia)           | Medalla de plata  | Equipo           |